# Città libera di Francoforte
Per quasi cinque secoli, la città tedesca di Francoforte sul Meno fu a capo di due differenti stati:
- la Città libera e imperiale di Francoforte (Freie Reichsstadt Frankfurt) nell'ambito del Sacro Romano Impero (sino al 1806);[1]
- la Città libera di Francoforte (Freie Stadt Frankfurt) sotto la Confederazione tedesca (1815–66).

Francoforte era la principale città del Sacro Romano Impero, essendo sede delle elezioni imperiali sin dal Medioevo e città predisposta per le incoronazioni imperiali dal 1562 (in precedenza gli imperatori venivano incoronati ad Aquisgrana) al 1792. Francoforte venne dichiarata Città libera dell'Impero (Reichsstadt) nel 1372, atto che la rese immediatamente soggetta all'imperatore, evitando che cadesse nelle mani di governanti regionali o aristocratici locali.
Per questa sua importanza, Francoforte sopravvisse alla mediatizzazione del 1803. A seguito dello scioglimento del Sacro Romano Impero nel 1806, Francoforte passò sotto il dominio di Napoleone, che l'affidò all'arcivescovo Karl Theodor von Dalberg che, a sua volta, la elevò a principato. Nel 1810, a quello di Francoforte vennero uniti il principato di Aschaffenburg, la contea di Wetzlar, Fulda e Hanau a formare il granducato di Francoforte. Dopo la sconfitta di Napoleone ed il collasso della Confederazione del Reno, Francoforte tornò al suo status pre-napoleonico con il Congresso di Vienna del 1815 e divenne una nuova città-stato sovrana come membro della Confederazione tedesca.
Anche durante questo periodo, Francoforte continuò ad essere una delle principali città dell'area. L'organo principale di governo della Confederazione, la Dieta federale (in tedesco Bundestag o Bundesversammlung, Assemblea Federale), aveva sede nel palazzo dei Thurn und Taxis, nel centro cittadino. Durante le rivoluzioni del 1848, il parlamento di Francoforte venne costituito nel tentativo (poi fallito) di unificare la Germania per vie democratiche. Fu in questa occasione che il re di Prussia, Federico Guglielmo IV, rifiutò l'offerta della corona della "piccola Germania".
Nel 1866, il regno di Prussia entrò in guerra contro l'impero austriaco per il governo dello Schleswig-Holstein, causando lo scoppio della guerra austro-prussiana, e Francoforte decise di rimanere fedele alla Confederazione Germanica. A seguito della vittoria prussiana, Francoforte venne annessa ai domini della Prussia nella da poco costituita Provincia d'Assia-Nassau.

## Storia

### Lo sviluppo della città
La fortuna della città di Francoforte ebbe iniziò con la Bolla d'Oro del 1356 che la confermava luogo fisso per l'incoronazione dei re dei Romani (poi titolo sussidiario imperiale). Dal 1562, la città venne designata definitivamente quale luogo di elezione degli imperatori e qui venne eletto l'ultimo di questi, nel 1792, Francesco II d'Asburgo.
Dal XIV secolo, dunque, il nucleo della città-stato è andato costituendosi attorno al Roßmarkt, non lontano dal fiume Meno, dove la popolazione ricca della città (costituita inizialmente da mercanti divenuti poi patrizi) iniziò a costruire case spaziose progettate da architetti di rilievo come Salins de Montfort e Friedrich Rumpf. Come una vera e propria repubblica, nel corso dei secoli la città si dotò di tutte le strutture di pubblica fruibilità disponibili, come la biblioteca statale, che venne realizzata nel 1825 dall'architetto municipale Johann Friedrich Christian Hess, attirando ben presto l'interesse di molti artisti come Bertel Thorvaldsen, Philipp Veit, Eduard von Steinle e Moritz von Schwind.

### Le guerre napoleoniche ed il Congresso di Vienna
Dopo la mediatizzazione di molte città del Sacro Romano Impero nel 1803, Francoforte mantenne la propria indipendenza come prestigiosa sede storica e città libera, ma solo sino al 1806. In quell'anno, infatti, il 12 luglio, la città venne ceduta da Napoleone all'ultimo arcivescovo di Magonza, Karl Theodor von Dalberg, già principe di Aschaffenburg ed ora granduca di Francoforte. Questi era stato posto al ruolo di primate della Confederazione del Reno e con il dominio sulla città aveva assicurato un valido stato-cuscinetto tra Germania e Francia, cedendolo nel 1810 al figliastro del Bonaparte, Eugène de Beauharnais.
Durante il periodo del proprio governo Dalberg riuscì ad introdurre una serie di riforme all'ormai obsoleta costituzione medievale della città. Venne innanzitutto abolito il Ratsverfassung, che dal 1614 assicurava la supremazia nel governo della città ad un'oligarchia di patrizi locali, giungendo poi a riformulare anche il codice legislativo sul modello di quello francese. L'uguaglianza venne estesa anche al diritto di voto, che divenne a suffragio universale maschile, per la determinazione dei 28 rappresentanti cittadini al parlamento dello stato. Il 28 dicembre 1811 venne introdotta una norma con la quale venne imposto agli ebrei della città di pagare una forte tassa per ottenere i pieni diritti civili, abolendo nel contempo anche la schiavitù negli otto villaggi rurali che circondavano Francoforte. Nel 1804 erano state inoltre iniziate le nuove fortificazioni della città.

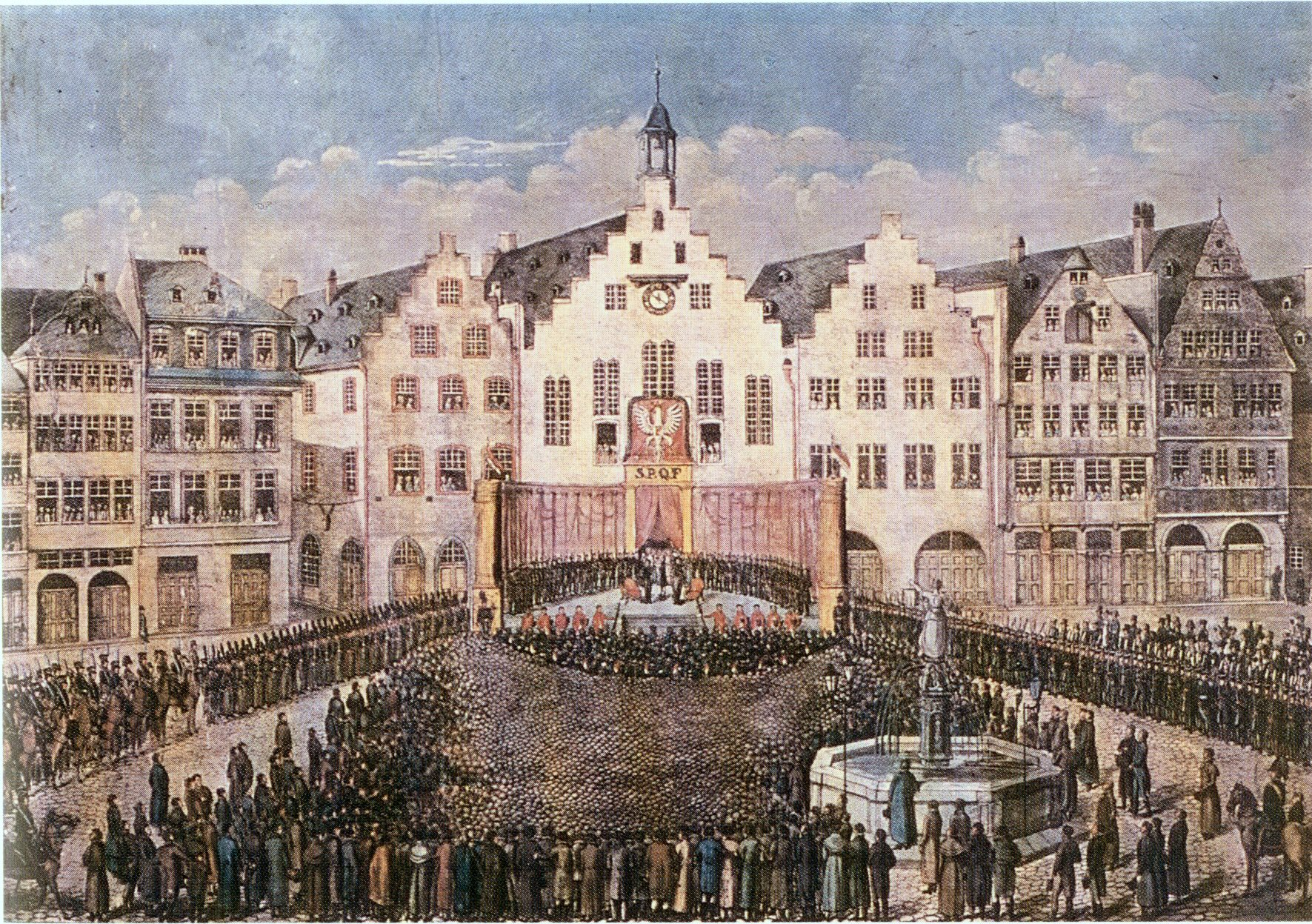
Il popolo di Francoforte riprende possesso dei poteri sulla città dopo la cacciata napoleonica

Dopo la battaglia di Lipsia del 18 ottobre 1813, la cittadinanza urbana si rivoltò contro le forze francesi, percepite ormai come occupanti, al punto da riuscire a scacciare le truppe napoleoniche che si ritirarono il 1º novembre di quell'anno, ponendo in esilio il granduca. Il 6 novembre, gli alleati della coalizione antinapoleonica entrarono a Francoforte. Con il ripristino dello status quo precedente al periodo napoleonico, nel dicembre del 1813 l'amministrazione del governo statale venne affidata al barone vom Stein. Malgrado questo, molte altre potenze straniere confinanti, come l'impero austriaco, il regno di Baviera ed il ducato di Nassau, chiedevano di integrare la città nei loro territori, ponendo fine alla tradizionale indipendenza della città-stato tedesca. Fu solo dopo molti e difficili negoziati diplomatici che il Congresso di Vienna, il 9 giugno 1815, decise di far fede all'articolo essenziale della costituzione di Francoforte: la ville de Francfort, avec son territoire, tel qu'il se trouvait en 1803, est déclarée libre et fera partie de la Ligue Germanique. Dal momento che non vi era più alcun imperatore del Sacro Romano Impero, la città ottenne dunque la qualifica di Libera Città e divenne completamente indipendente da influssi esterni, così come da altri stati tedeschi. Il 9 luglio 1815 la città riottenne tutti i diritti all'autogoverno.

### Un importante centro di commercio e trasporto
Francoforte divenne nota nel corso dei secoli come sede di una grande corporazione di mercanti, al pari di molte città olandesi e baltiche che nel medesimo periodo prosperavano con forme di autogoverno municipale. Francoforte si distinse ben presto come uno dei più importanti centri bancari della Germania, grazie soprattutto alla sede della banca Rothschild presente in città, dalla quale poi si svilupparono filiali di grande importanza in tutta Europa.
La città prosperò indisturbata sino alla ricostituzione dello stato a seguito del Congresso di Vienna. Nell'Ottocento, infatti, numerosi tentativi vennero fatti da parte del governo prussiano per minare la prosperità economica di Francoforte, sino alla costituzione nel 1834 dello Zollverein a cui la Città Libera decise di non aderire, trovandosi ben presto esclusa dalla maggioranza dei commerci dell'area tedesca, limitandosi al commercio locale con Offenbach, Höchst e Bockenheim. Nel 1836, dato l'impoverimento imminente, la città di Francoforte dovette aderire allo Zollverein. Malgrado queste costrizioni, già dal 1832 il Regno Unito aveva siglato con la città un contratto di libero commercio.
La città era nota anche come centro nevralgico per le comunicazioni e fu tra le prime in Germania a dotarsi di una moderna ferroviaria, poiché i banchieri locali supportarono largamente questa iniziativa per permettere un più veloce scambio delle merci.

### Nero-rosso-oro
Francoforte durante l'Ottocento fu uno dei centri principali del movimento rivoluzionario Vormärz. Il giornalista Ludwig Börne fu una delle figure più illustri in questa fase della storia di Francoforte, divenendo poi una delle figure prominenti della "Giovane Germania". Dopo la ricostituzione dello stato a seguito del Congresso di Vienna, la repubblica locale era divenuta più stringente nei confronti degli spiriti rivoluzionari, ancora di più dopo la rivoluzione del luglio del 1830 che, pur non investendo direttamente la città, portò studenti e ufficiali dell'esercito a concentrarsi in città ed a dare vita al Frankfurter Wachensturm, un movimento che iniziò ad attaccare essenzialmente le stazioni di polizia. Il movimento venne brutalmente spazzato via dall'esercito locale con l'aiuto di rinforzi austriaci e prussiani, il che ebbe un effetto negativo nei confronti della borghesia locale, dal momento che in città stazionarono 2.500 soldati stranieri.

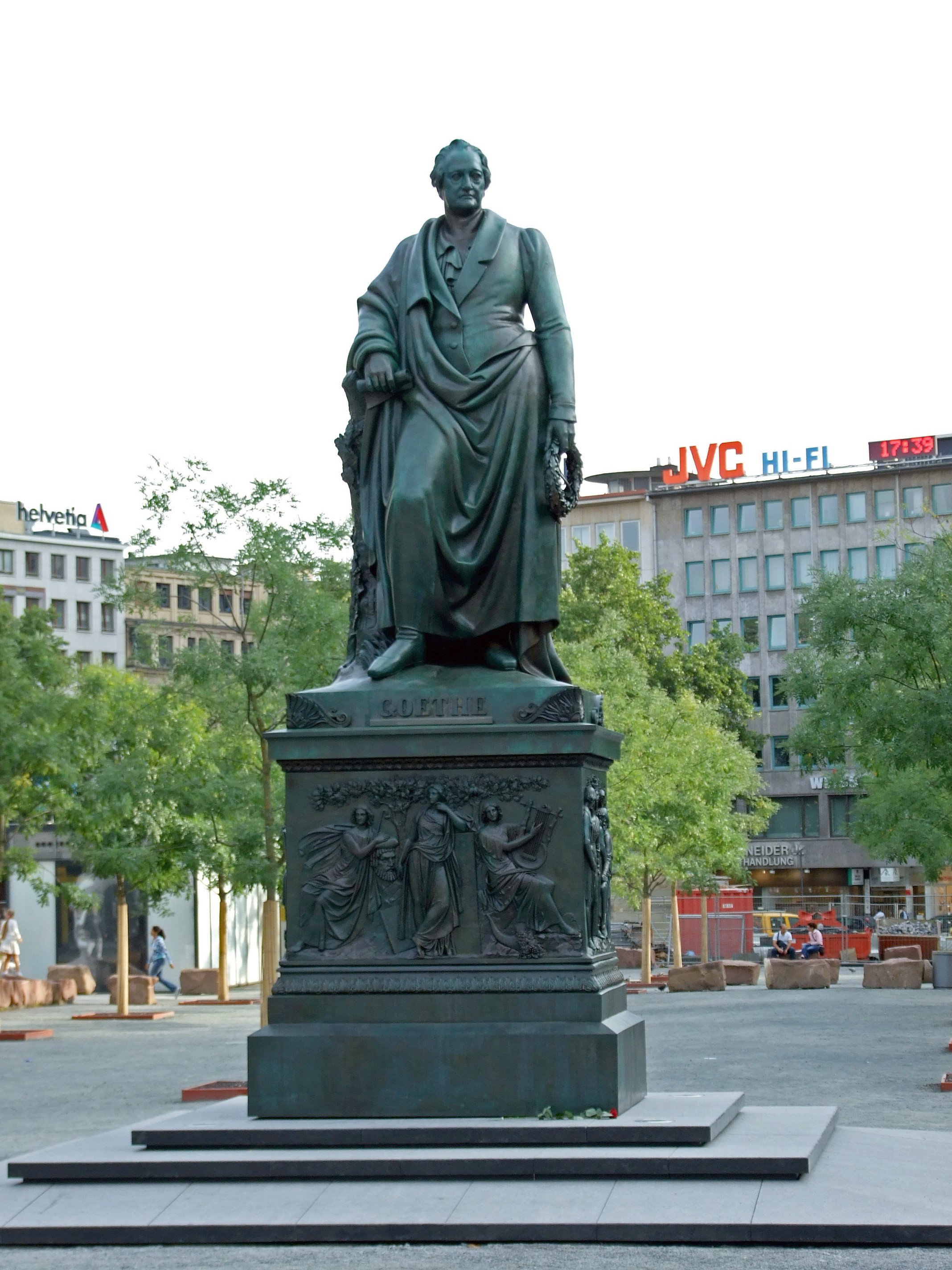
Monumento a Goethe. Opera di Ludwig Michael Schwanthaler

Negli anni '40 dell'Ottocento, Francoforte si distinse ancora una volta per essere un centro di nuove idee: lo scultore Ludwig Schwanthaler diede espressione al nazionalismo tedesco locale creando un famoso monumento alla memoria di Goethe, la cui scopertura nel 1844 divenne un evento per tutte le organizzazioni patriottiche della città.
Nei primi giorni del marzo del 1848, lo spirito rivoluzionario passò dalla Francia alla Germania e, come in molti altri luoghi dell'area, Francoforte pretese i diritti fondamentali propugnati dai rivoluzionari: libertà d'assemblea, ugugaglianza per tutti i cittadini, amnistia per i detenuti politici, diritto per tutti i cittadini di portare le armi. Il 3 marzo 1848, il Senato della città decise di concedere tutti questi diritti alla popolazione, ma non si pronunciò favorevolmente all'emancipazione degli ebrei. Venne stabilito inoltre che tutti i cittadini potessero essere eletti membri dell'assemblea costituente per la città, assemblea chiamata a redigere la nuova costituzione in sostituzione della vecchia, presente ma di rado applicata.
Il 9 marzo 1848 sul tetto del Palazzo Thurn und Taxis, nel centro cittadino, venne issata una bandiera nera-rossa-oro che diverrà poi l'emblema nazionale della Germania intera. Il 31 marzo di quell'anno, il cosiddetto "pre-parlamento" tenne un incontro nella Paulskirche, che in quell'anno era stata convertita da luogo di culto a sede del parlamento. I muri e le finestre della chiesa vennero decorati con bandiere nazionali, il pulpito ricoperto con un grande telo e l'organo mascherato da un grande arazzo di Philipp Veit rappresentante la Germania nell'atto di tenere una bandiera nazionale ed una spada, il tutto accompagnato da corone d'alloro e versi patriottici. Venne posta una cattedra per il presidente in luogo dell'altare maggiore.
Nel maggio del 1849, un'insurrezione per imporre la costituzione venne sedata con la forza delle armi e l'aiuto delle truppe prussiane. Sul campo morirono 30 ribelli e 12 soldati. Il 30 maggio 1849 il Parlamento della Paulskirche venne sciolto e venne proclamata una nuova rinascita della città-stato.

### La fine della Città Libera
Dopo l'abbattimento dell'Assemblea Nazionale ed il ristabilimento del Bundestag nel 1850, l'opposizione democratica continuò comunque ad avanzare le proprie richieste che, pur continuando a non venire ascoltate in toto, portarono ad ogni modo ad una riforma graduale dell'antica costituzione. Nel 1853 venne varata una riforma elettorale che portò al voto anche i contadini. Escludendo i senatori dal ricoprire ruoli nei tribunali, la riforma giudiziaria ed amministrativa del 1856 preparò la città alla separazione dei poteri.
L'ambasciatore prussiano Otto von Bismarck rappresentò gli interessi della Prussia al Bundestag tedesco a Francoforte dal 1851 al 1859. Il liberalismo della classe borghese di Francoforte e la libertà di stampa erano le problematiche essenziali alle quali Bismarck si opponeva. Il 14 aprile 1853 egli scrisse al ministro von Manteuffel: "Per quanto riguarda lo spirito democratico presente in città e nelle regioni confinanti... sono convinto sarà possibile sopprimerlo unicamente con una dittatura di stampo militare, non tenendo in considerazione le norme giudiziarie volte a preservare lo status delle cose attuali".
Per sedare le posizioni che stavano ormai scaldandosi, l'Austria istituì il Frankfurter Fürstentag, una riunione di tutti i principi ed i capi di stato della Germania che si tenne nell'agosto del 1863 proprio a Francoforte e che doveva avere l'intento di portare alla risoluzione dell'opposizione generale alla Prussia senza passare per un'ulteriore guerra. Purtroppo questo vertice fallì, in quanto gran parte della popolazione simpatizzava per l'Austria, vedendo nella Prussia un nemico per tutti.
Dopo anni di conflitti, ciò che rimaneva del sistema medievale delle corporazioni scomparve definitivamente nel 1864. La libertà economica riuscì a prevalere e vennero abolite anche le ultime restrizioni circa i diritti degli ebrei.
Durante la guerra austro-prussiana del 1866, Francoforte si schierò apertamente dalla parte austriaca e persino la stampa cittadina si dimostrava spiccatamente anti-prussiana, in particolare il Frankfurt Ober-Postamts-Zeitung, fondato nel 1617, ed il Journal de Francfort, oltre all'Handelszeitung, fondati nel 1856. Nel giornale satirico Frankfurt Lantern, pubblicato per la prima volta nel 1860, l'editore Friedrich Stoltze criticò la politica di Bismarck con caricature e barzellette.
Malgrado questo, molti abitanti di Francoforte credevano nella "missione prussiana" di formare l'unità nazionale della Germania. La voce di questo movimento era il liberale Frankfurter Journal, che era finanziato segretamente dai prussiani. Il console generale prussiano a Francoforte era il rispettatissimo banchiere Moritz von Bethmann, che poi diede le proprie dimissioni in contrasto con la politica di Bismarck.

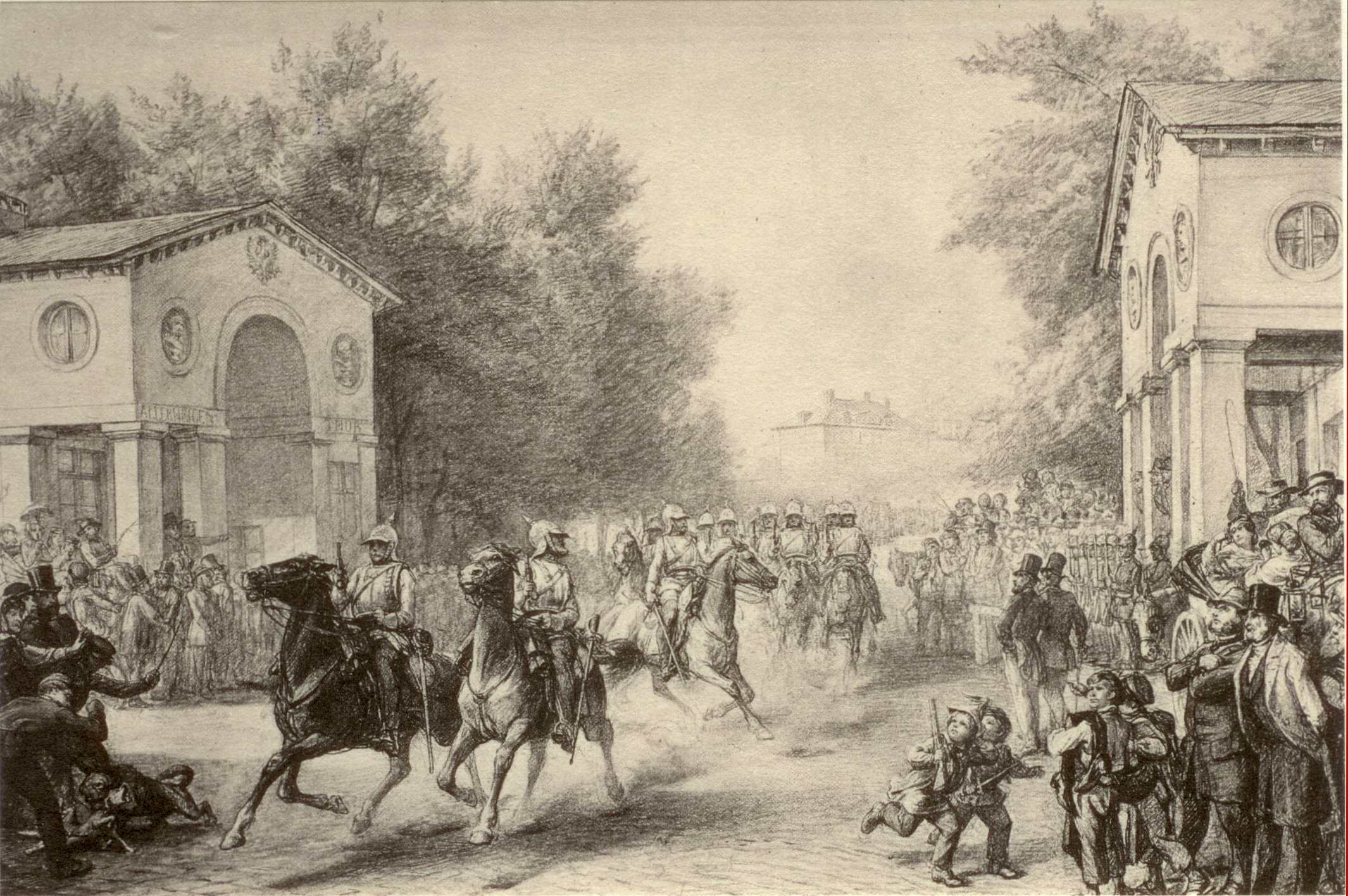
Truppe prussiane entrano a Francoforte nel 1866

Quando la guerra inevitabilmente scoppiò nell'estate del 1866, la città rimase fedele alla Confederazione tedesca, secondo il proprio motto "fede nella legge federale". Il 14 giugno 1866 la città votò contro le azioni della Prussia, dichiarando contemporaneamente che la città non avrebbe preso parte alla guerra civile. La Prussia vide sempre questa lealtà come un'aperta dichiarazione di ostilità.
Il 16 luglio 1866 l'indifesa città di Francoforte venne occupata dalle truppe prussiane al comando del generale Edward Vogel von Falckenstein, che subito impose pesanti restrizioni alla città. Il giorno successivo, il 17 luglio, il governo prussiano impose alla città il pagamento di 5,8 milioni di fiorini come danni di guerra.
Edwin von Manteuffel, che venne nominato successore di Falckenstein il 20 luglio, levò una seconda richiesta per un contributo di 25 milioni di fiorini. Questo contributo doveva essere pagato dai 35.000 cittadini della città, dei quali soltanto circa 8.000 erano abilitati al pagamento delle tasse, in quanto molti altri membri delle classi agiate trovarono un accomodamento differente. I cittadini inoltre dovevano provvedere cavalli e armi, vino e sigari al comando dell'armata prussiana. Tutti i giornali opposti alla politica prussiana vennero chiusi. Molti cittadini di Francoforte fuggirono all'estero, come lo stesso Friedrich Stoltze, che fuggì a Stoccarda e lo scienziato naturalista Eduard Rüppell, che passò in Svizzera.

### L'inclusione nella Prussia

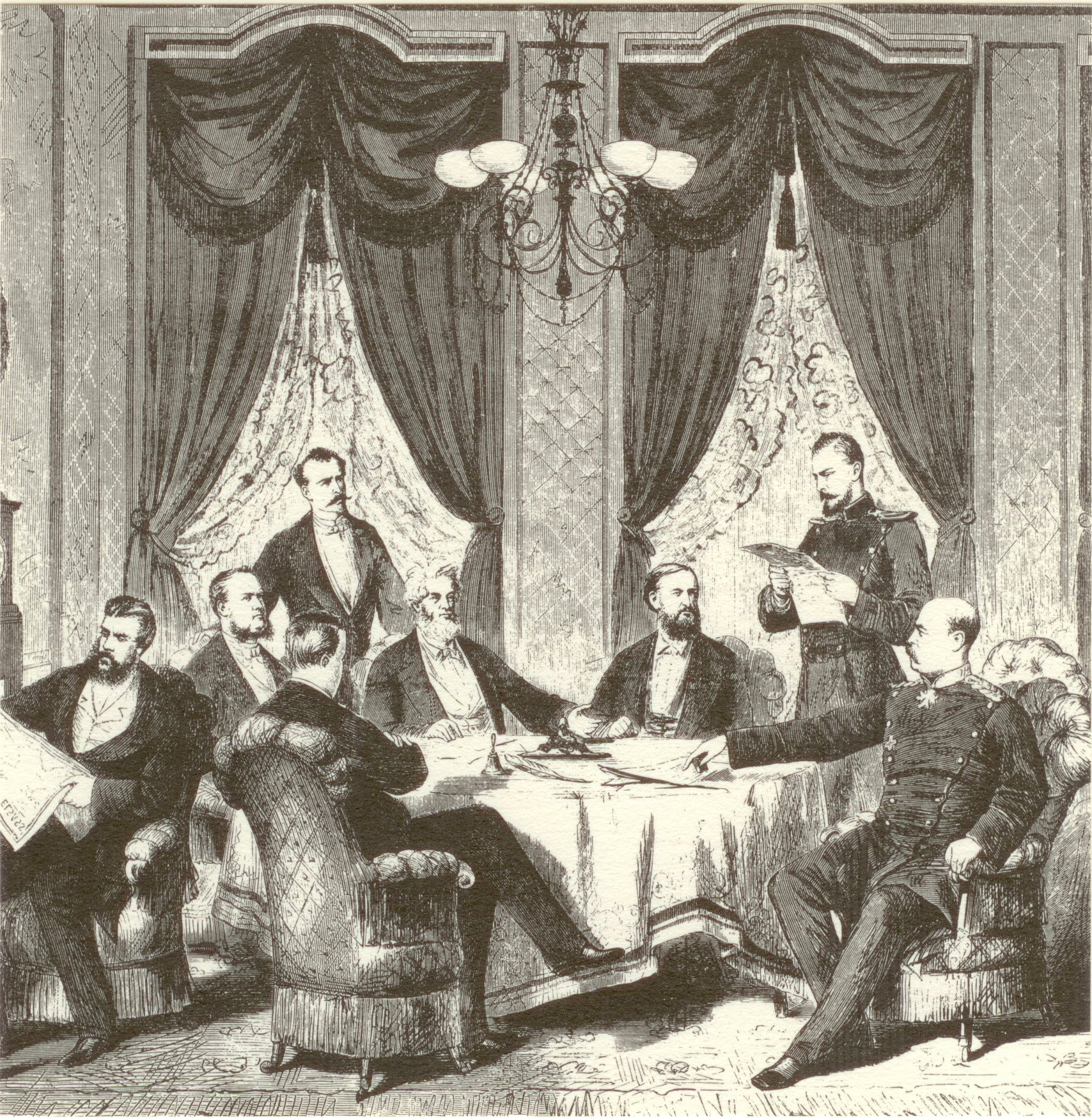
La firma del Trattato di Francoforte

Nonostante la Realpolitik e la certezza che ormai la piccola repubblica di Francoforte si presentava come un anacronismo nell'Ottocento, la perdita della libertà e della rilevanza politica come città federale portò Francoforte stessa in una profonda depressione.
All'umiliazione si aggiungeva il timore della rovina economica, a causa delle continue richieste di contributi da parte della Prussia, come nel caso dei contributi di guerra che molti commercianti chiedevano fossero restituiti, trovando l'appoggio del governatore civile Patow e del parlamento prussiano, ma incontrando l'opposizione del ministro delle finanze. Sul fatto intervenne ancora una volta Bismarck, che impose definitivamente il pagamento, introducendo però il concetto di separazione tra beni statali e beni comunali.
Nel marzo del 1869, quindi, il regno di Prussia avviò le trattative, assumendo per sé terreni e immobili statali, ferrovie, esercito, poste e telegrafi, l'archivio di stato e la gestione delle strade e dei ponti. La città di Francoforte mantenne le finanze interne, che ammontavano a introiti di 200.000 fiorini annui, dovendo però pagare nel 1872 altri 2 milioni di fiorini al re prussiano come prezzo per questa libertà.
Un ulteriore gesto conciliante da parte del re di Prussia fu il suo sostegno alla ricostruzione della cattedrale imperiale bruciata il 15 agosto 1867, il che consentì di ritrovare spazio anche per le maestranze locali con nuovo lavoro disponibile. La cattedrale venne ricostruita e consacrata alla presenza delle più alte autorità della città, tra cui il sindaco Mayer Carl von Rothschild, e passò sotto il diretto patronato del re Guglielmo di Prussia.
Nel 1871 venne siglato il trattato di Francoforte, un'importantissima pietra miliare per la riconciliazione tra la città e la Prussia.

## Territorio
La Città Libera di Francoforte era una città-stato che si estendeva su entrambe le rive del fiume Meno e gli ultimi mutamenti al suo centro storico vennero apportati nel XV secolo. Lo stato della città di Francoforte confinava con il granducato d'Assia a sud (provincia di Starkenburg) ed a nord (provincia dell'Alta Assia), con l'Elettorato d'Assia (distretto di Hanau) a nord e ad est, con il langraviato d'Assia-Homburg a nord-ovest e con il ducato di Nassau ad ovest.
Il territorio statale comprendeva l'attuale città di Francoforte sul Meno ed il suo distretto cittadino, consistente in otto villaggi che costituivano il distretto rurale ed un distretto della foresta.

### Il distretto urbano
Il distretto urbano consisteva essenzialmente nella Altstadt, ossia la "città vecchia", risalente all'epoca degli Staufer, e la Neustadt, o "città nuova", fondata nel XIV secolo. Entrambe le parti della città si trovavano entro le mura della città costruite all'inizio del XIX secolo.
Più di 40.000 abitanti risiedevano in un'area di circa 2 chilometri quadrati. Questo numero venne portato a 70.000 al censimento del 1866. 5000 persone, in gran parte artigiani e borghesi, vivevano nel distretto urbano di Sachsenhausen sulla riva sinistra del Meno.
L'area che si estendeva per 3-4 chilometri nel raggio esterno alle mura cittadine era utilizzata per l'agricoltura, mentre proprio attorno alle mura della città si trovavano giardini e vigneti. La periferia della città, corrispondente all'attuale Alleenring, era coltivata con il vecchio metodo tedesco del Flurzwang, che traeva le proprie origini dalla rotazione delle colture medievale. Una parte della terra era coltivata con colture primaverili, mentre l'altra con colture invernali, in modo da poter disporre sempre di cibo per la città. Tra queste due parti vi erano delle piccole aree boschive, tra cui il Knoblauchsfeld (campo d'aglio) nel distretto di Nordend, che fungeva anche da riserva idrica cittadina, implementata con un grande lavoro ingegneristico tra il 1827 ed il 1834, che si distinse come l'ultima delle grande opere pubbliche della città durante il periodo della sua auto-amministrazione.

### Il distretto della foresta
Il distretto della foresta di Francoforte corrispondeva a 22.123 morgen (4480 ettari). La foresta cittadina, appartenente a Francoforte sin dal 1372, era la parte più importante dei distretti esterni alla città. Situata sulle rive del fiume Meno, si estendeva per circa 40 chilometri quadrati. La Riederwald, collocata a sud di Bornheim, così come l'exclave di Hohemark in Taunus, che era appartenuta a Niedererlenbach, Bonames, Niederursel e Dortelweil, apparteneva sempre al distretto della foresta di Francoforte. Quando l'uso della foresta per il pascolo dei maiali diminuì di importanza, la coltivazione delle piante da legno divenne uno dei principali fattori economici della città in crescita. Sempre nella foresta si svolgeva anche una delle più importanti sagre paesane della città.

## Esercito

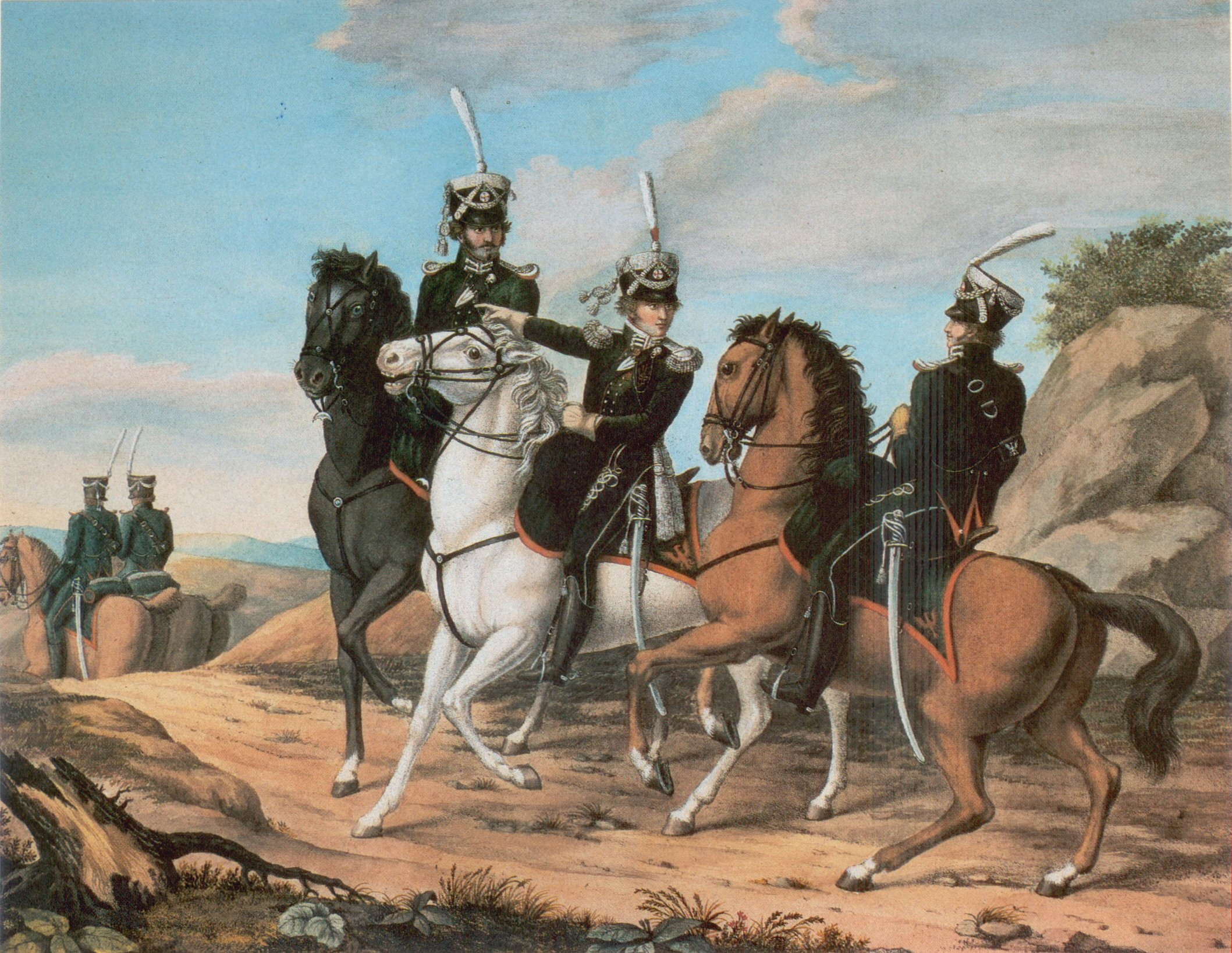
Uomini della cavalleria di Francoforte nel 1840

L'esercito della Città Libera di Francoforte consisteva di 579 uomini posti al comando di un tenente colonnello, oltre ad un numero variabile di mercenari provenienti dalla Germania meridionale. Quando la città venne occupata il 16 luglio 1866, l'esercito era tutto asserragliato nelle locali caserme e dopo l'occupazione della città l'esercito ottenne i pieni onori militari da parte dei prussiani. Dieci giorni dopo, il 26 luglio 1866, il battaglione venne dissolto ed i soldati vennero dismessi dai loro incarichi, ricevendo una pensione corrispettiva. Molti di questi entrarono nella Legione straniera francese.
Nel periodo della sua massima espansione, l'esercito cittadino contava il seguente ordine:
- uno squadrone di cavalleria volontaria a cavallo (200 unità)
- un battaglione di cacciatori
- un battaglione d'artiglieria volontaria
- un battaglione di cecchini
- tre battaglioni di fanteria, classificati secondo le fasce d'età
- un battaglione del genio

## Monetazione e unità di misura

### Monetazione

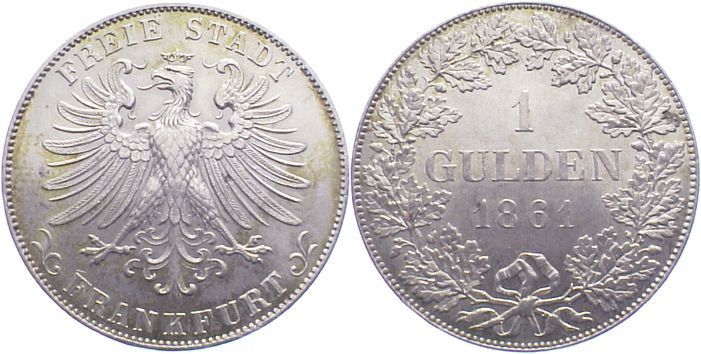
Una moneta da 1 Gulden di Francoforte del 1861

La moneta di Francoforte era il Gulden, che nel 1837, con il trattato di Monaco per le monetazioni tedesche, venne fissato al cambio di 24 Gulden per marco. Un Gulden conteneva 9,545 once di puro argento. Le monete erano coniate dalla zecca di Francoforte e rappresentavano su un lato l'aquila di Francoforte, mentre sul retro riportavano la scritta "1 Gulden" e l'anno di coniazione, il tutto circondato da una corona d'alloro.
Il Gulden era suddiviso in 60 Kreuzer, suddivisi in monete da 24, 20 e 12 Kreuzers. Il Batzen corrispondeva a 4 Kreutzer.

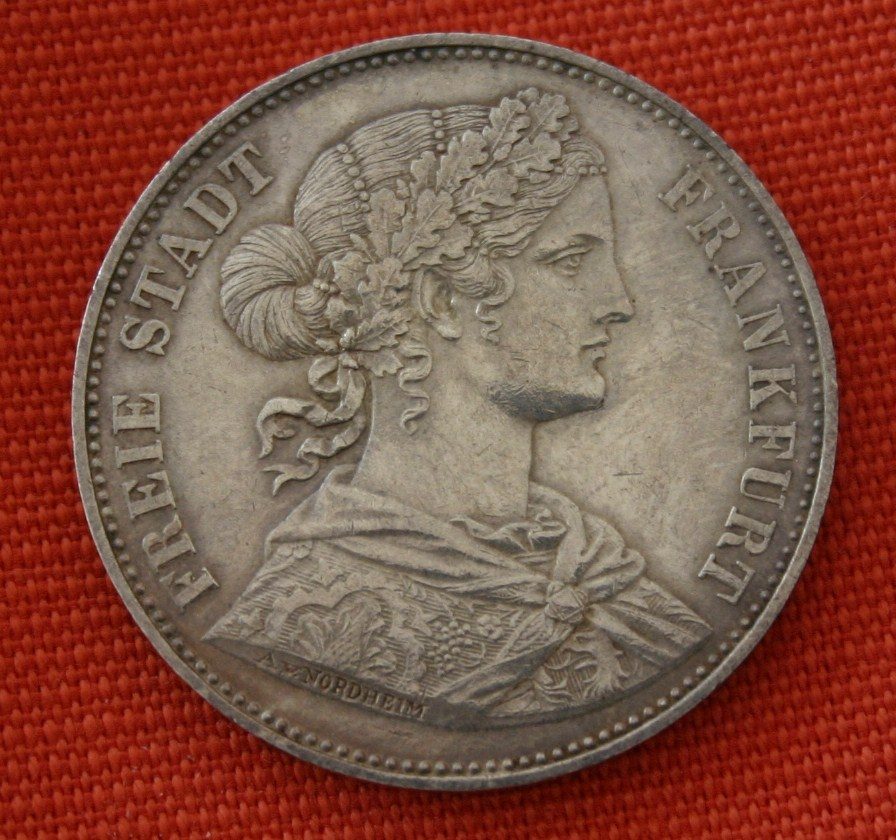
Vereinsthaler del 1865

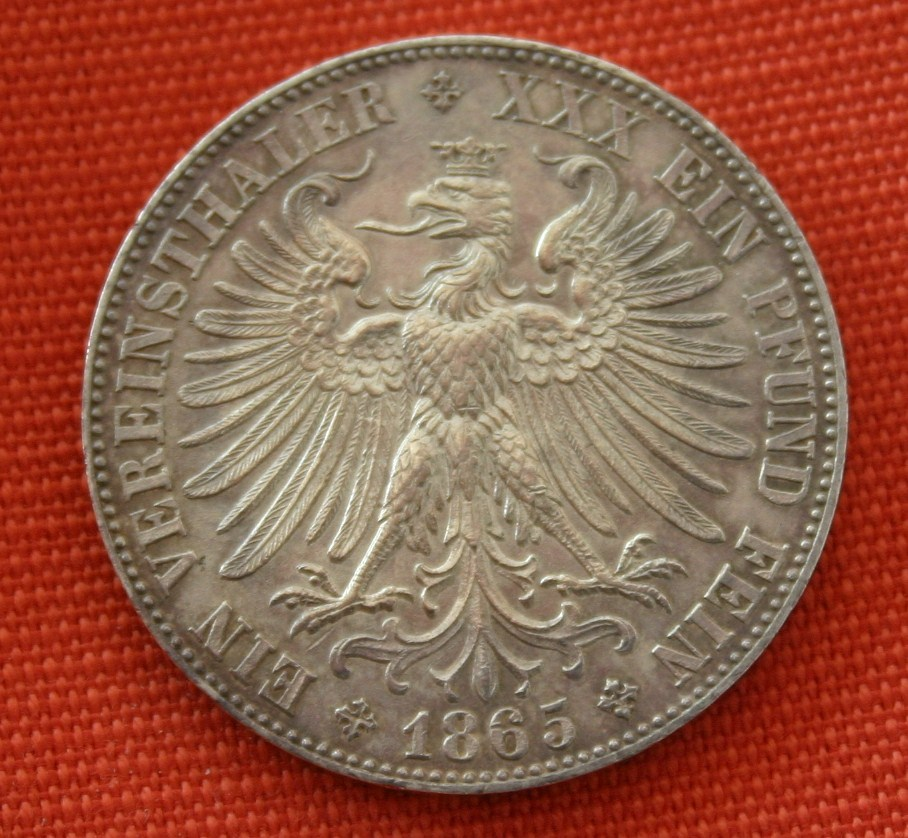
Retro della moneta

A partire dal 1857, vennero coniati anche dei Vereinsthaler con un valore di 14 talleri per marco d'argento. Due talleri equivalevano a ½ Gulden. Sul retro queste monete riportavano la scritta Francofurtia con una figura femminile allegorica disegnata dallo scultore August von Nordheim, il cui modello fu l'attrice Fanny Janauschek. Sul retro della moneta si trovava la scritta circolare Ein Vereinstaler - XXX ein Pfund fein.

### Unità di misura
Quelle che seguono erano le misure comuni nella Città Libera di Francoforte:
| Unità di Francoforte                          | Suddivisioni                                                       | Unità metriche        |
| --------------------------------------------- | ------------------------------------------------------------------ | --------------------- |
| 1 Werkschuh (piede)                           | 12 pollici) = 144 linee                                            | 0,2846 metri          |
| 1 Elle (auna)                                 |                                                                    | 0,5623 metri          |
| 1 Außenstädtische Feldrute (strada campestre) | 12,5 piedi                                                         | 3,5576 metri          |
| 1 Außenstädtische Waldrute (strada boschiva)  |                                                                    | 4,511 metri           |
| 1 Feldmorgen (Morgen campale)                 | 160 parti di strada campestre                                      | 2025 metri quadrati   |
| 1 Waldmorgen (Morgen boschivo)                | 160 parti di strada boschiva                                       | 3256 metri quadrati   |
| 1 Hufe                                        | 30 Feldmorgen                                                      | 60.750 metri quadrati |
| 1 Ohm                                         | 20 Viertel (quarti) = 80 Eichmaß = 90 Schenkmaß = 320 Schoppen     | 143,43 litri          |
| 1 Malter                                      | 4 Simmer = 8 Mesten = 16 Sechter = 256 Mäßchen (diminutivo di Maß) | 114,73 litri          |
| 1 libra pesante (en gros)                     |                                                                    | 505,34 grammi         |
| 1 libra leggera (en detail)                   | 2 Mark = 16 once = 32 lotti = 128 Quentchen = 256 Pfennig          | 467,94 grammi         |
| 1 Zentner                                     | 100 libre pesanti = 108 libre leggere                              | 50,534 chilogrammi    |

## Popolazione
La Città Libera di Francoforte e le sue aree suburbane ebbero la seguente popolazione nel corso degli anni:
| Anno               | 1837   | 1840   | 1843   | 1846   | 1849   | 1852   | 1855   | 1858   | 1861   | 1864   |
| Area della città   | 54.037 | 56.217 | 56.348 | 58.519 | 59.366 | 62.561 | 64.316 | 68.049 | 71.564 | 78.221 |
| Comunità suburbane | 6.296  | 6.562  | 6.630  | 6.860  | 7.052  | 7.587  | 7.522  | 8.254  | 8.880  | 9.866  |
| Comunità rurali    | 2.818  | 2.743  | 2.853  | 2.861  | 2.936  | 3.002  | 2.946  | 2.975  | 2.946  | 3.063  |
| Territorio totale  | 63.151 | 65.522 | 65.831 | 68.240 | 69.354 | 73.150 | 74.784 | 79.278 | 83.390 | 91.150 |